# Max Moritz
Die Max Moritz GmbH & Co. KG war ein Automobilhandelsunternehmen mit Sitz in Bremen. Max Moritz war an acht Standorten in Deutschland vertreten. In den Autohäusern wurden sowohl Neuwagen der Marken VW, Audi, Škoda und Seat als auch Gebrauchtwagen verkauft. Eigentümer der Firma Max Moritz waren Burkhard Weller und Klaus Hellmann zu je 50 %.
Unter dem Namen Max Moritz waren alle Autohäuser zusammengefasst, die sich mit Marken des VW-Konzerns beschäftigten. Die Toyota-Autohäuser sind unter der Marke Auto Weller und die BMW-Autohäuser sind unter B&K zusammengefasst. Zwischen den einzelnen Zwischenholdings gab es keine gesellschaftsrechtliche Verbindung.
Die Max Moritz-Gruppe hat Ende 2017 Insolvenz angemeldet. Auswirkungen auf die anderen Betriebe der Wellergruppe gab es wegen der fehlenden gesellschaftsrechtlichen Verbindungen nicht. Die Auto Weller GmbH & Co. KG und die B&K GmbH wurden im November 2020 unter dem Dach der Wellergruppe Holding SE & Co. KG zusammengeführt.

## Filialen
Max Moritz war in 8 Städten vertreten.
- Bielefeld – Das Audi Zentrum Bielefeld wurde 2015 für 10 Mio. Euro errichtet[2]. Übernahme durch Senger. Das Skoda-Autohaus in Bielefeld wird geschlossen.
- Bünde – Übernahme durch Pietsch[3], (heute Audi-Service und Audi-Gebrauchtwagen-Zentrum, Audi Neuwagen durch Pietsch in Melle)
- Hagen – (ex Röttger) Übernahme durch Gottfried Schultz[4], (heute VW, VW Nfz, Audi, Skoda)
- Soest – Zum 31. Mai 2018 geschlossen[5].
- Aurich – Übernahme durch Gebr. Schwarte, Meppen, (heute VW, Audi, Skoda, Seat, Cupra u. VW Nfz.)
- Emden – Übernahme durch Gebr. Schwarte, (heute VW, Audi-Service, Skoda, VW Nfz-Service)
- Leer – Übernahme durch Gebr. Schwarte, (heute VW, Audi-Service, Skoda-Service, VW Nfz-Service)
- Wiesmoor – kurz vor der Insolvenz von Max Moritz selbst geschlossen